# Paweł Ziółkowski
Paweł Ziółkowski (ur. 17 czerwca 1973, zm. 5 czerwca 2017) – polski sztangista.

## Życiorys
Był wychowankiem MKS Start Grudziądz, gdzie trenował pod opieką Edmunda Brylińskiego, będąc między innymi srebrnym medalistą mistrzostw Polski juniorów z 1990 oraz brązowym medalistą mistrzostw Europy U20 w Cardiff z 1992. Następnie przez kolejnych dziesięć lat związany był z WKS Zawisza Bydgoszcz w barwach, którego wielokrotnie zdobywał medale mistrzostw Polski. Ziółkowski startował także w Bundeslidze oraz był członkiem polskiej kadry narodowej. Po raz ostatni w mistrzostwach Polski seniorów, Ziółkowski wystąpił w 2005 w Malborku. Zmarł 5 czerwca 2017 w wyniku zawału serca.